# Canadiens de Sherbrooke
I Canadiens de Sherbrooke (Sherbrooke Canadiens in inglese) sono stati una squadra di hockey su ghiaccio dell'American Hockey League con sede nella città di Sherbrooke, nella provincia del Québec. Nati nel 1984 e sciolti nel 1990, nel corso degli anni sono stati affiliati alla franchigia dei Montreal Canadiens.

## Storia
I Sherbrooke Canadiens nacquero nel 1984 come formazione affiliata ai Montreal Canadiens in seguito al trasferimento dei Nova Scotia Voyageurs. Nelle due stagioni precedenti invece la città aveva ospitato i Sherbrooke Jets, franchigia affiliata ai Winnipeg Jets. Per le prime tre stagioni i Canadiens furono in collaborazione sia con i Canadiens che con i Jets, mentre dopo il 1987 questi ultimi si legarono ai Moncton Hawks.
Alla loro prima stagione di esistenza i Canadiens guidati dal giovane portiere Patrick Roy si aggiudicarono la Calder Cup sconfiggendo in finale i Baltimore Skipjacks per 4-2. Due stagioni più tardi ritornarono in finale, dove furono però sconfitti per 3-4 dai Rochester Americans. Nel 1990 la squadra lasciò Sherbrooke per trasferirsi a Fredericton, dove cambiarono nome in Fredericton Canadiens.

### Affiliazioni
Nel corso della loro storia i Canadiens de Sherbrooke sono stati affiliati alle seguenti franchigie della National Hockey League:
- Montreal Canadiens: (1984-1990)
- Winnipeg Jets: (1984-1987)

## Record stagione per stagione
| Stagione                | Division | Gare | V  | S  | P  | OTL | Punti | GF  | GS  | Piazzamento | Play-off                                                                                            |
| ----------------------- | -------- | ---- | -- | -- | -- | --- | ----- | --- | --- | ----------- | --------------------------------------------------------------------------------------------------- |
| Canadiens de Sherbrooke |          |      |    |    |    |     |       |     |     |             | |
| 1984-85                 | North    | 80   | 37 | 38 | 5  | -   | 79    | 323 | 329 | 3°          | vince 1º turno (Fredericton) 4-2 vince semifinali (Maine) 4-1 vince Calder Cup (Baltimore) 4-2      |
| 1985-86                 | North    | 80   | 33 | 38 | 9  | -   | 75    | 340 | 341 | 5°          | |
| 1986-87                 | North    | 80   | 50 | 28 | 2  | -   | 102   | 328 | 257 | 1°          | vince 1º turno (Nova Scotia) 4-1 vince semifinali (Adirondack) 4-1 perde Calder Cup (Rochester) 3-4 |
| 1987-88                 | North    | 80   | 42 | 33 | 4  | 1   | 89    | 316 | 243 | 3°          | perde 1º turno (Fredericton) 2-4                                                                    |
| 1988-89                 | North    | 80   | 47 | 24 | 9  | -   | 103   | 348 | 261 | 1°          | perde 1º turno (New Haven) 2-4                                                                      |
| 1989-90                 | North    | 80   | 45 | 23 | 12 | -   | 102   | 301 | 247 | 1°          | vince 1º turno (Halifax) 4-2 perde semifinali (Springfield) 2-4                                     |

## Record della franchigia

### Singola stagione
Gol: 70  Stéphan Lebeau (1988-89)
Assist: 76  Benoît Brunet (1988-89)
Punti: 134  Stéphan Lebeau (1988-89)
Minuti di penalità: 352  Serge Roberge (1988-89)

### Carriera
Gol: 105  Serge Boisvert
Assist: 143  Serge Boisvert
Punti: 248  Serge Boisvert
Minuti di penalità: 1084  Steven Fletcher
Partite giocate: 295  Luc Gauthier

## Palmarès

### Premi di squadra
- Calder Cup: 1

1984-1985
- F. G. "Teddy" Oke Trophy: 3

1986-1987, 1988-1989, 1989-1990

### Premi individuali
- Aldege "Baz" Bastien Memorial Award: 2

Randy Exelby: 1988-1989
Jean-Claude Bergeron: 1989-1990
- Dudley "Red" Garrett Memorial Award: 1

Stéphan Lebeau: 1988-1989
- Harry "Hap" Holmes Memorial Award: 5

Vincent Riendeau: 1986-1987, 1987-1988
Jocelyn Perreault: 1987-1988
François Gravel e Randy Exelby: 1988-1989
Jean-Claude Bergeron e André Racicot: 1989-1990
- Jack A. Butterfield Trophy: 1

Brian Skrudland: 1984-1985
- John B. Sollenberger Trophy: 1

Stéphan Lebeau: 1988-1989
- Les Cunningham Award: 1

Stéphan Lebeau: 1988-1989